# Енциклопедія Юнле

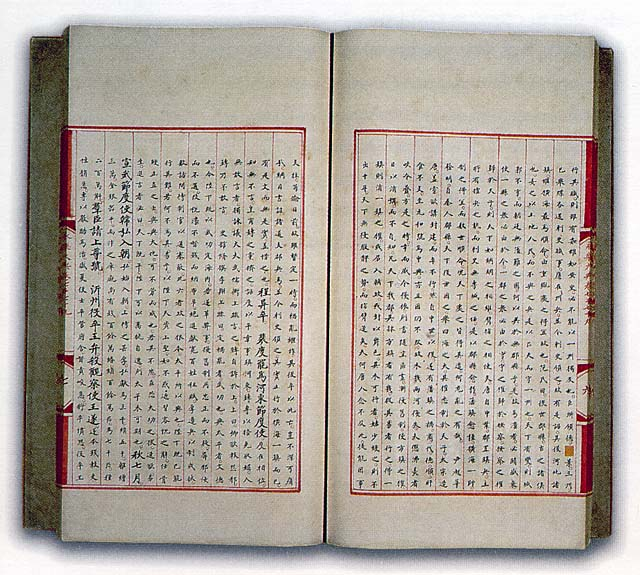
Юнле дадянь.

Енциклопедія років правління під девізом Юнле (永樂大典, Юнле дадянь) — найбільша паперова енциклопедія в історії людства, в котрій, за задумом китайського імператора Юнле, мало бути написано все відоме китайським вченим станом на 1407 рік.
До створення енциклопедії залучалися тисяча вчених академії Ханьлінь. Енциклопедія нараховувала 22 877 сувоїв, котрі поділялись на 11 095 томів. До складу цієї праці увійшли розгорнуті цитати із конфуціанських текстів та цілі трактати класичних авторів.
Вочевидь, існував єдиний повний екземпляр енциклопедії. Дотепер дійшло близько 400 томів, четверта частина яких була опублікована в КНР в 1962 році.
Англійська Вікіпедія пройшла відмітку в 2 млн статей 9 вересня 2007 року, що робить її найбільшою енциклопедією, що зібрала всі знання і обігнавши навіть енциклопедію Юнле (1407 року), котра тримала рекорд рівно 600 років.